# Zamarada opala
Zamarada opala är en fjärilsart som beskrevs av Robert H. Carcasson 1964. Zamarada opala ingår i släktet Zamarada och familjen mätare. Inga underarter finns listade i Catalogue of Life.